# Yesterday's Dreams
| Recensione | Giudizio |
| ---------- | -------- |
| AllMusic   |          |

Yesterday's Dreams è il secondo album solistico del bassista jazz statunitense Alphonso Johnson, pubblicato dalla casa discografica Epic Records nel 1976.

## Tracce

### LP
Lato A
1. Love's the Way I Feel 'Bout Cha – 4:44 (Alphonso Johnson, Philip Bailey, Pat Walker)
2. As Little As You – 3:19 (musica: Alphonso Johnson)
3. Scapegoat – 5:07 (musica: Alphonso Johnson)
4. Show Us the Way – 4:57 (Alphonso Johnson)

Lato B
1. Balls to the Wall – 4:58 (musica: Alphonso Johnson)
2. Tales of Barcelona – 2:15 (Alphonso Johnson)
3. Flight to Hampstead Heath – 5:55 (musica: Alphonso Johnson)
4. One to One – 3:49 (musica: Chester Thompson, Sheila Escovedo, Ray Gomez, Patrice Rushen, McKinley Jackson)

## Musicisti
Love's the Way I Feel 'Bout Cha
- Alphonso Johnson – basso, voce
- Lee Ritenour – chitarra
- Ian Underwood – sintetizzatori
- David Foster – organo
- Grover Washington Jr. – sassofono tenore (solo)
- Patrice Rushen – piano elettrico
- Mike Clark – batteria
- Sheila Escovedo – congas
- Philip Bailey – voce
- Diane Reeves – voce

As Little As You
- Alphonso Johnson – basso stick, voice box (solo)
- Lee Ritenour – chitarra
- Patrice Rushen – piano elettrico, clavinet (solo)
- Ian Underwood – sintetizzatori
- Mike Clark – batteria
- Sheila Escovedo – congas

Scapegoat
- Alphonso Johnson – basso
- Grover Washington Jr. – sassofono tenore (solo)
- Patrice Rushen – piano elettrico, clavinet
- Lee Ritenour – chitarra
- Sheila Escovedo – congas, percussioni
- Mike Clark – batteria
- Ian Underwood – sintetizzatori
- Ernie Watts – sassofono tenore
- Gary Grant – tromba, flicorno
- George Bohanon – trombone
- Garnett Brown – trombone
- Ernie Fields – sassofono baritono, flauti
- McKinley Jackson – arrangiamento e conduzione strumenti a fiato

Show Us the Way
- Alphonso Johnson – chitarra
- Lee Ritenour – chitarra
- Ian Underwood – sintetizzatori (solo), arrangiamenti
- Jon Lucien – voce

Balls to the Wall
- Alphonso Johnson – basso (solo)
- Ray Gomez – chitarre (solo)
- Patrice Rushen – piano elettrico, clavinet
- Chester Thompson – batteria
- Sheila Escovedo – congas
- Ian Underwood – sintetizzatori

Tales of Barcelona
- Alphonso Johnson – bassi
- Ray Gomez – chitarre
- Mark Jordan – organo
- Chester Thompson – batteria
- Sheila Escovedo – congas
- Ian Underwood – sintetizzatori

Flight to Hampstead Heath
- Alphonso Johnson – bassi (solo)
- Ray Gomez – chitarre elettriche
- Lee Ritenour – chitarra acustica a 12 corde
- Patrice Rushen – clavicembalo, piano elettrico
- Ian Underwood – sintetizzatori
- Chester Thompson – batteria
- Ruth Underwood – strumenti a percussioni
- Sheila Escovedo – congas,, bongos, belltree, timbales

One to One
- Alphonso Johnson – bassi
- Ray Gomez – chitarra (solo)
- Patrice Rushen – piano elettrico, clavinet (solo)
- Chester Thompson – batteria
- Sheila Escovedo – congas, wolf whistle
- Ernie Watts – sassofono tenore
- Ernie Fields – sassofono baritono
- Chuck Findley – tromba
- Gary Grant – tromba
- George Bohanon – trombone
- Garnett Brown – trombone
- McKinley Jackson – arrangiamento e conduzione strumenti a fiato

Note aggiuntive
- Skip Drinkwater – produttore (per la Zembu Productions, Inc.)
- Jerry Schoenbaum – produttore esecutivo
- Bruce Heigh – assistente alla produzione
- Registrazioni effettuate al Cherokee Studios e The Sound Labs di Hollywood, California
- Tommy Vicari e Don Murray – ingegneri delle registrazioni
- Danny Vicari, John Bruno e Linda Tyler – assistenti ingegneri delle registrazioni
- Remixato al The Sound Labs da Tommy Vicari
- Mastering effettuato al A&M Studios da Bernie Grundman
- Bill Imhoff – illustrazione copertina album
- Ron Coro e Ken Anderson – design copertina album[1]